# Grou

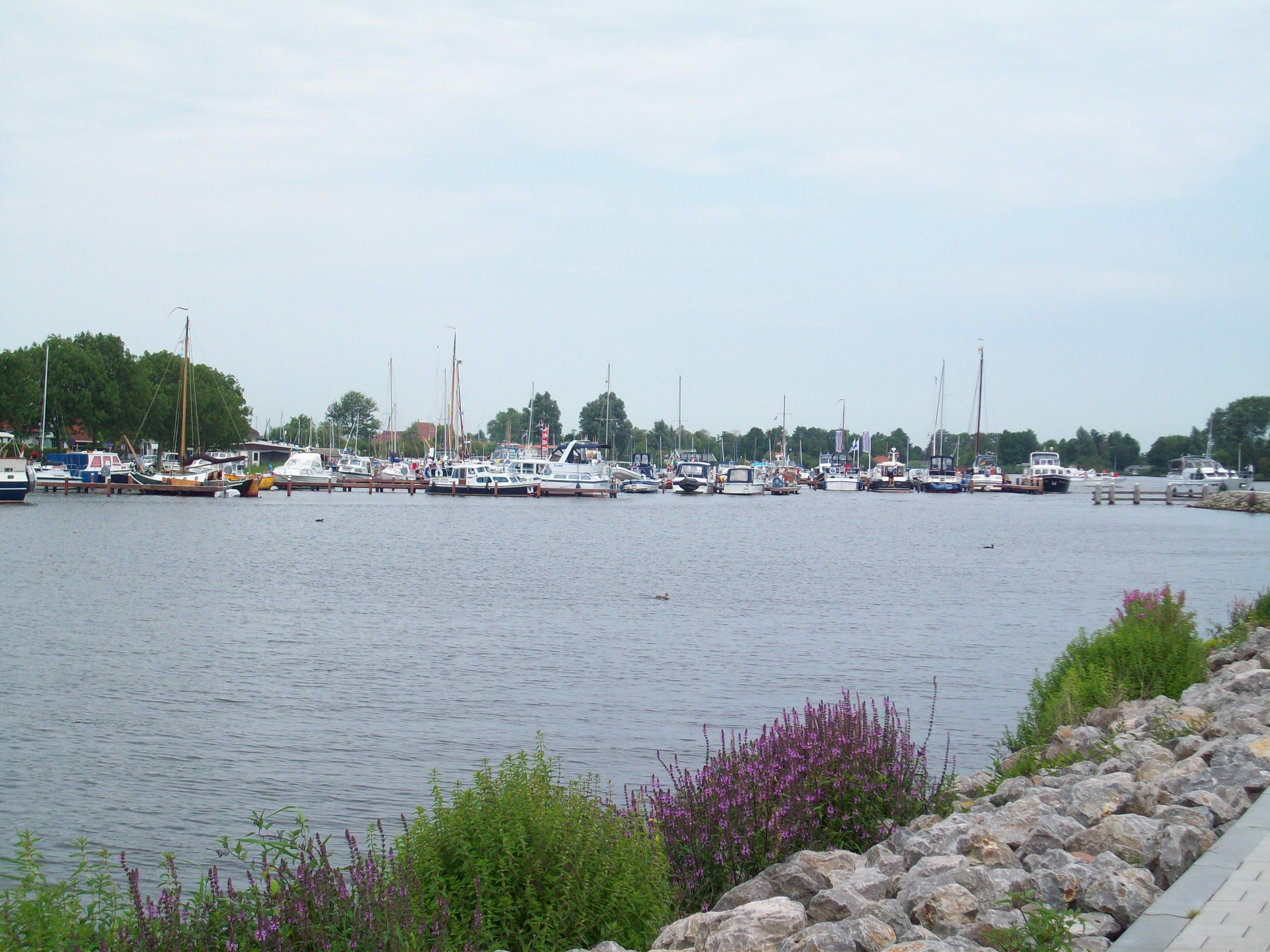
Hafen von Grou

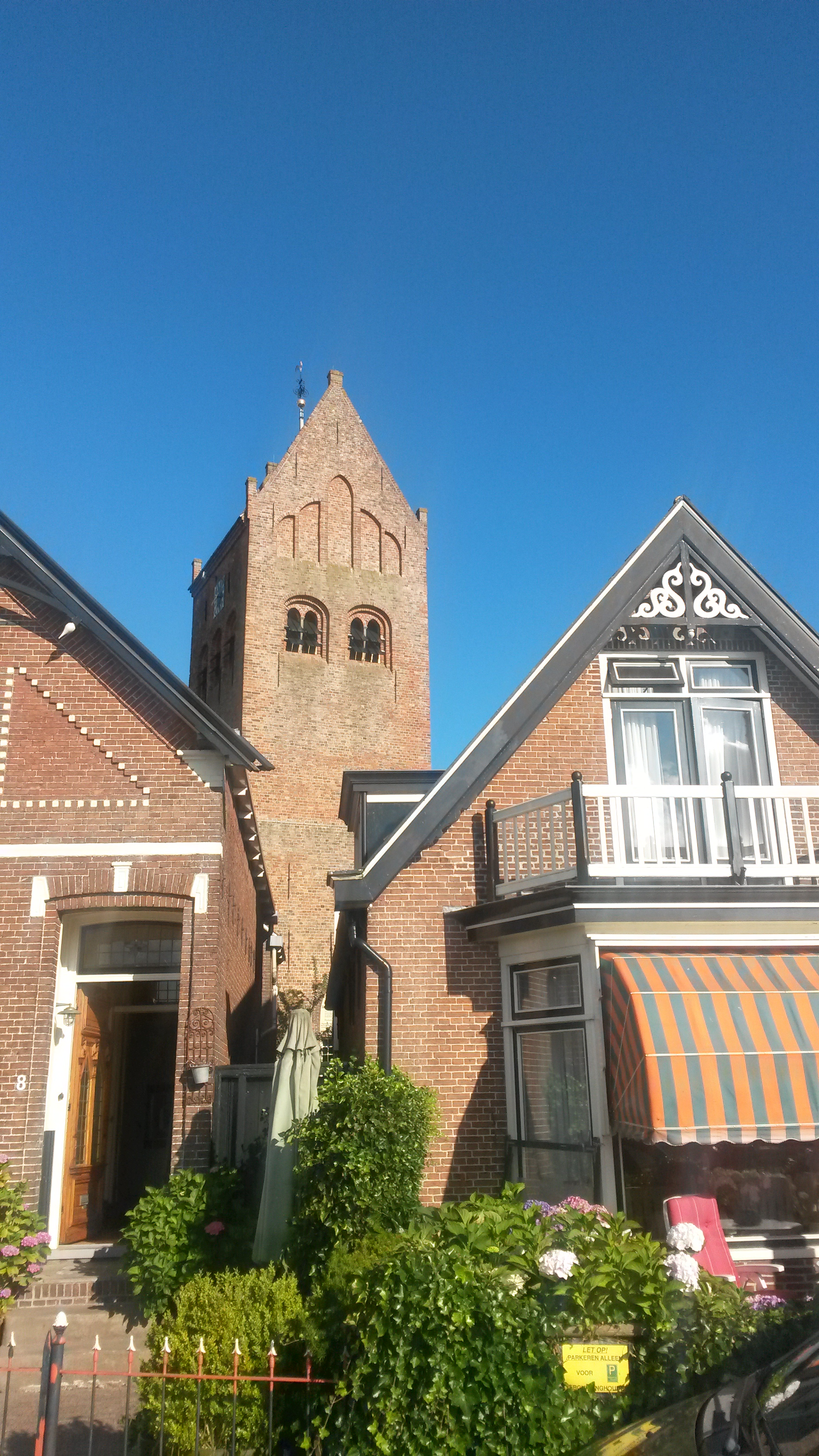
Häuser am Hafen mit Kirche Sint Pieter im Hintergrund

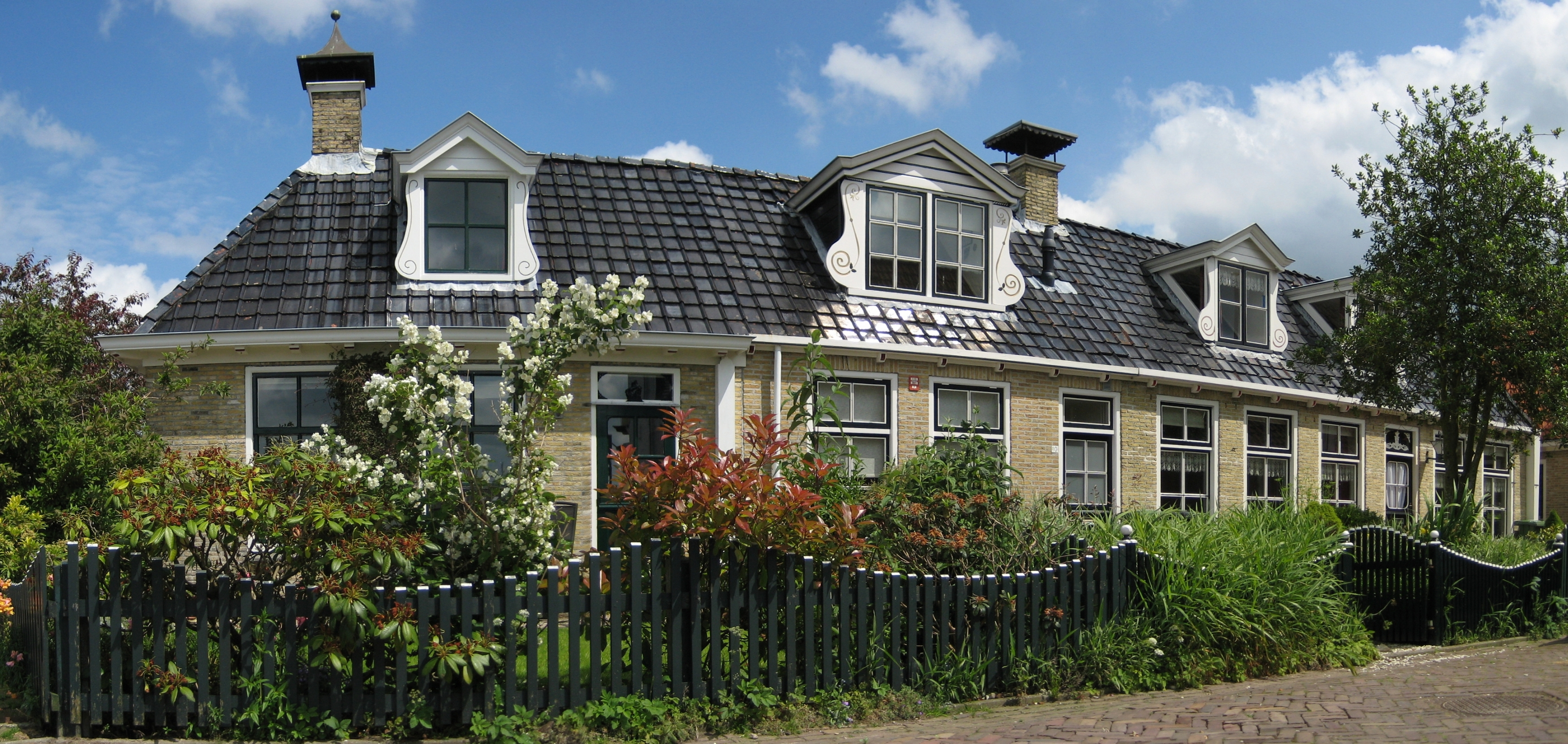
Häuser in Grou

Grou (niederländisch Grouw) ist ein Dorf in der Gemeinde Leeuwarden in der niederländischen Provinz Friesland. Es hat 5.715 Einwohner (Stand: 1. Januar 2024) und befindet sich am Prinses-Margriet-Kanal.
Bis zur Gemeindereform von 1984 war Grou der Hauptort der ehemaligen Gemeinde Idaarderadeel, danach Hauptort der Gemeinde Boarnsterhim. Seit dem 1. Januar 2014 gehört der Ort zu Leeuwarden. 1989 wurde der westfriesische Name der offizielle Name des Dorfes.

## Wirtschaft und Infrastruktur
Grou verfügt über einen Hafen, der vor allem von Wassersportlern genutzt wird.
Der Ort liegt an der Autobahn A32 und hat einen Bahnhof an der Bahnstrecke Zwolle–Leeuwarden, der im Personenverkehr bedient wird.

## Persönlichkeiten
- Haitske Pijlman (* 1954), Eisschnellläuferin
- Bert de Jong (* 1955), Eisschnellläufer
- Frits Doop (* 2003), Eishockeyspieler